# La Digue (film 1984)
La Digue è un film per la televisione del 1984 diretto da Jeanne Labrune.